# Storia di Auckland

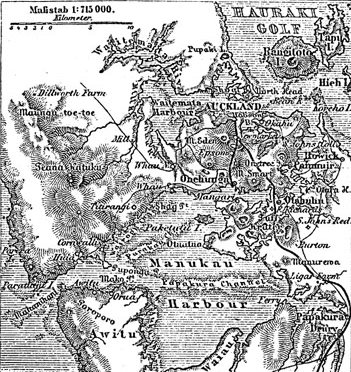
Mappa tedesca di Auckland, 1888

La storia di Auckland copre un periodo che parte dall’arrivo dei primi māori nella zona nel XIV secolo sino alle esplorazioni europee di fine XVIII secolo arrivando alla successiva colonizzazione da parte dei britannici in seguito alle quali la neonata città divenne per breve tempo, a metà XIX secolo, capitale della Nuova Zelanda ed infine la città neozelandese che oggi cresce più velocemente e che domina economicamente il resto del Paese.

## Periodo māori

### Occupazione pre-europea
Tāmaki Makau Rau (Istmo dei mille pretendenti in italiano), così come in origine era chiamata l’area oggi occupata da Auckland, fu dapprima colonizzata da genti maori verso l’anno 1350. Lo stretto istmo di Auckland era un’area strategicamente rilevante per via delle due insenature che permettono l’accesso al mare sia dalla costa orientale che da quella occidentale. Il terreno fertile facilitava inoltre l’agricoltura mentre le acque circostanti l’istmo, molto pescose, garantivano grandi scorte di cibo. I māori costruirono all’epoca diversi pā (villaggi fortificati) sui picchi vulcanici che caratterizzano l’area.
La tribù Ngāi Tai, discendente dalle genti delle canoe Tainui, si stanziò presso Maraetai. Altri discendenti Tainui erano i Te Kawerau-a-Maki. Questa tribù viveva sotto il fogliame delle foreste dei Waitakere ed estendeva il suo controllo fino al porto di Kaipara a nord, oltre il Mahurangi e quindi giù fino a Takapuna. La tribù Ngāti Te Ata occupava invece l’area a sud del porto di Manukau presso Waiuku. Lungo la costa, da Whangaparāoa fino all’estuario del Thames, invece, era stanziata la tribù Ngāti Pāoa, appartenente alle genti dell’Hauraki. La potenza dominante sull’istmo Tāmaki era la Wai-o-Hua, una federazione di tribù unitesi sotto Hua-O-Kaiwaka e legata alla tribù del gruppo Te Arawa di Ngā Oho.
Dal 1600 al 1750 le tribù Tāmaki terrazzarono i coni vulcanici erigendo dei pā (insediamenti protetti da palizzate). Lungo l’istmo erano circa 2000 gli ettari coltivati a kūmara (patata dolce). All’apice della loro prosperità nella metà del XVIII secolo la popolazione māori ammontava a decine di migliaia di individui.

## Nascita della città

### Capitale delle Nuova Zelanda
Dopo la firma del trattato di Waitangi nel febbraio 1840 il nuovo governatore della Nuova Zelanda, William Hobson, ebbe il compito di scegliere una capitale per la colonia. A quel tempo i principali insediamenti europei si trovavano nella regione della baia delle isole nell’Isola del Nord e nel porto dell’Otago nell’Isola del Sud. Tuttavia, la posizione geografica della baia delle isole risultava essere particolarmente difficile da raggiungere nonché notevolmente decentrata rispetto al resto del Paese; al tempo stesso Hobson aveva scarsa conoscenza dell’isola del Sud e dell’Otago. Nel 1841, quindi, l’istmo di Auckland venne ufficialmente scelto come sito per la nuova capitale; l’anno successivo venne poi portato a termine il trasferimento delle amministrazioni da Russell alla nuova capitale.

### Perdita dello status di capitale
Auckland svolse quindi la funzione di capoluogo della provincia di Auckland dal 1853 fino all'abolizione delle province nel 1876. Nel 1865, invece, Port Nicholson, oggi Wellington, divenne la nuova capitale della Nuova Zelanda, ruolo che tutt'oggi ricopre. La decisione di spostare la capitale era determinata dalla volontà di collocare la sede del governo in una posizione più centrale nonché dalla crescente rilevanza dell'Isola del Sud in cui da poco era scoppiata una corsa all'oro.